# Џичу Драке
Џичу Драке је планина у Хималајима, која се налази поред врха Џомолари. Њена висина има различите вредности у зависности од извора. Неке од вредности које извори наводе су 6.714, 6.789, 6.797, 6.790 или 6.989 метара. Џичу Драке има двоструки врх, са мањим врховима на југу.
Такође је позната и под именима Кунгпу или Тсерим Канг, Џичи Дак Кет, Тсерингеганг или Тсерингме Ганг.
Локалне приче кажу да је двоструки врх настао зато што је Џич Драке задиркивао младу девојку док је ткала, због чега га је она ударила дрвеним предметом по глави, направивши двоструки врх.

## Историја пењања
На јужни врх прва се попела аустријска експедиција маја 1993. године. Први успон на северни, виши, врх био је маја 1988. године, од стране британске експедиције, и то преко јужне стране.
Италијански алпинисти Ђорђо Корадини и Тицијано Нануци погинули су 1984. године током покушаја да се попну на северни врх.